# Tommy Cash (rapper)
Tomas Tammemets (n. 18 noiembrie 1991, Tallinn, Estonia) cunoscut sub numele de scenă Tommy Cash este un rapper, dansator, producător muzical și artist vizual estonian. De obicei cântă în engleză cu un accent⁠(d) distinct de vorbitor non-nativ și este cunoscut pentru versurile sale cu teme sexuale explicite și videoclipuri muzicale provocatoare.

## Eurovision 2025
El este reprezentantul Estoniei la Eurovision 2025 cu melodia "Espresso Macchiato", piesă care l-a dus in Finală, câștigând unul dintre cele zece locuri calificatorii din prima semifinala a concursului de la Basel. În Marea Finală, acesta a obținut locul 3 cu 356 de puncte, diferență de doar un punct în comparație cu  Israel, care s-a clasat pe locul 2.

### Alte legături cu Eurovision
În trecut acesta a mai avut legături cu Eurovision colaborând cu artiști precum Joost Klein sau Käärijä.